# Dąbrowa (powiat warszawski zachodni)
Dąbrowa – dawna wieś w Polsce położona w województwie mazowieckim, w powiecie warszawskim zachodnim, w gminie Łomianki.
W latach 1975–1998 miejscowość należała administracyjnie do województwa warszawskiego.
1 stycznia 1989 znaczną część Dąbrowy (360,18 ha) weszła w skład nowo utworzonego miasta Łomianki:
- Dąbrowa Leśna
- Dąbrowa Rajska
- Dąbrowa Zachodnia